# Antirrhinum microphyllum
Antirrhinum microphyllum là một loài thực vật có hoa trong họ Mã đề. Loài này được Rothm. mô tả khoa học đầu tiên năm 1956.